# 尼古拉·羅西奇
尼古拉·羅西奇（1984年8月5日—）是一位塞爾維亞排球運動員。他也代表塞爾維亞國家排球隊參賽，參加了2012年倫敦奧運會的比賽。他的妹妹也是塞爾維亞的排球國手。